# William Scharff
Niels William Scharff (30. oktober 1886 i København – 20. september 1959 sammesteds) var en dansk kunstmaler, der var en af de ledende kræfter i kubismens gennembrud i Danmark.
Som barn boede Scharff i lange perioder hos sine bedsteforældre på Haardlansgården ved Tisvilde
i Nordsjælland, og selv huskede han tilbage på denne tid som en af de lykkeligste i sit liv.
Scharff blev malersvend i 1904 og gik 1907-09 på Zahrtmanns malerskole. Studierejser til Berlin, Dresden, Paris og efterfølgende til flere europæiske lande.

## Kunst
Under en Parisrejse i 1911 oplevede Scharff kubismen, og takket være mødet med Picassos og Cézannes værker udviklede Scharff efterfølgende stil betonet af geometri og flader. Efter indflydelse af Kandinskys abstrakte maleri kunne stilen ind imellem minde om det objektløse.
Selv efter kulminationen af den danske kubisme i 1918, hvor Scharff lige som kunstnervennerne Jais Nielsen, Olaf Rude og Vilhelm Lundstrøm forlod de abstrakte eksperimenter, fortsatte kubismen med sin geometriske stramhed og sine stærke farver at sætte præg på Scharffs kunst.
Efter en række rejser til Italien blev Scharffs udtryk mere klassisk. For eksempel blev de rumudsmykninger, som Scharff som en af de få i sin generation fik mulighed for at udføre, flere gange udført med nøgne figurer i friseagtige kompositioner.
Megen af Scharffs kunst blev til stadighed præget af københavnerdrengens opvækst hos bedsteforældrene i Tisvilde. Opvæksten leverede indhold til både højtidelige kompositioner med folk og fæs samvær – og muntre hønsebilleder, kulminerende med Høns mellem brændenælder fra 1946. Scharff kaldte kompositionerne for Legender, og de kan opfattes som både mystiske og mytiske billeder af menneskets liv i og sammen med naturen. Eksempelvis trækker det sidste værk i serien af legender (Studie til Mosekonen brygger. Legende VI, 1928) på samme kunstneriske råstof som det første; bedstemoderens fortællinger om de skæve eksistenser i landsbysamfundet. Indholdet går igen i den hyldest til ungdom, sol og vår, som findes i Scharffs senere kunst.
Efterhånden fik Scharff store udsmykningsopgaver, eksempelvis gobelinen til Christiansborg (1951-58) og fortæppet til Tivolis Koncertsal (1955-56).
Han blev Ridder af Dannebrog 1943, Dannebrogsmand 1949 og Kommandør 1954.
Scharff er begravet på Tibirke Kirkegård.

## Ekstern henvisning
1. ↑  William Scharff på gravsted.dk

|  | Artiklen om William Scharff kan blive bedre, hvis der indsættes et (bedre) billede Du kan hjælpe ved at afsøge Wikimedia Commons for et passende billede eller uploade et godt billede til Wikimedia Commons iht. de tilladte licenser og indsætte det i artiklen. |